# Comuna Kalnîk, Illinți
Kalnîk (în ucraineană Кальник) este o comună în raionul Illinți, regiunea Vinnița, Ucraina, formată din satele Kalnîk (reședința) și Șabelnea.

## Demografie
Componența lingvistică a satului Kalnîk
     Ucraineană (97,95%)
     Rusă (1,86%)
     Alte limbi (0,12%)
Conform recensământului din 2001, majoritatea populației satului Kalnîk era vorbitoare de ucraineană (97,95%), existând în minoritate și vorbitori de rusă (1,86%).